# Luxiaria alfenusaria
Luxiaria alfenusaria là một loài bướm đêm trong họ Geometridae.